# Nuri Kurtcebe
Nuri Kurtcebe (* 8. Januar 1949 in Yatağan, Provinz Muğla) ist ein türkischer Karikaturist und Autor.
Kurtcebes Vater war Offizier, der berufsbedingt häufig umzog. 1960 kam die Familie nach Istanbul. In der Abschlussklasse des Gymnasiums verstarb Kurtcebes Vater. Die Kosten für seine weitere Ausbildung übernahm der Fußballstar Metin Oktay,  so dass Nuri Kurtcebe später an der Akademie der schönen Künste der Mimar Sinan Üniversitesi studieren konnte. Kurtcebe gehörte zum Gründungskader der Satire-Zeitschrift Gırgır. Er veröffentlicht dort beispielsweise die Satirereihe Uyduruk Uzay Hikayeleri ("Erfundene Geschichten aus dem All") und die Serie Gaddar Davut. Ferner zeichnete er unter anderem für die Satire-Zeitschriften LeMan, Limon und Dıgıl. Kurtcebe gilt als Schöpfer des Wortes maganda, die Bezeichnung einer ungebildeten, dümmlichen und grobschlächtigen Person. 2001 erschien von ihm ein gezeichneter Roman, dessen Grundlage ein Gedicht von Nâzım Hikmet zum Türkischen Befreiungskrieg war.
2017 wurde Kurtcebe wegen seiner Erdoğan-Karikaturen zu vierzehn Monaten Haft verurteilt und Anfang Juni 2018 unter Auflagen aus der Haft entlassen.
Kurtcebe erhielt für seine Werke mehrere Auszeichnungen. 1997, 1998 und 1999 erhielt er jeweils den Hasan-Tahsin-Preis für seine Zeichnungen in der Cumhuriyet. 2001 erhielt er den Preis für zeitgemäße Bildung der Bildungsstiftung ÇEV (Çağdaş Eğitim Vakfı).